# 南山寺 (漳州)
24°30′00″N 117°38′30″E / 24.5001°N 117.6417°E
南山寺位于中国福建省漳州市芗城区，地处九龙江南岸的丹霞山山麓，1983年被列为汉族地区佛教全国重点寺院，1988年被列为漳州市文物保护单位，寺内的阿弥陀佛石造像于1996年被列为福建省文物保护单位。
该寺原名为“报劬院”，是唐开元年间太子太傅陈邕所建，北宋乾德六年（968年）刺史陈文重修，改名“崇福寺”，漳州知州章大任题匾“南州法罄”，明朝改称南山寺。
南山寺为典型的汉传佛教寺庙风格，中轴线分别为天王殿、大雄宝殿、藏经阁。藏经阁内有大石佛、白玉佛（清朝从缅甸传来）、大钟、明朝刺血书《华严经》、清朝光绪皇帝御赐贝叶经，合称南山寺五宝。
阿弥陀佛石造像由一块天然巨石雕成，高一丈八尺，为唐代遗物。
- 南山寺派之僧侶，曾至台灣媽祖廟任住持並收徒傳法，其牌位皆有“南院”字樣即南山寺之意。如大甲鎮瀾宮、豐原慈濟宮

- 牌坊
- 山门
- 天王殿
- 大雄宝殿